# VIA 57 West
Le VIA 57 West est un gratte-ciel de 142 mètres de hauteur construit à New York aux États-Unis de 2013 à 2016. Il est situé dans le centre de Manhattan, au bord de l'Hudson.
Il abrite sur 34 étages des appartements de très grand luxe ainsi que 34 appartements loués à des prix abordables.
Le bâtiment dispose d'une façade inclinée sur le côté sud avec des terrasses qui donnent sur le fleuve Hudson. Il fait 79 000m2, dont 2100m2 de jardin. Les intérieurs des appartements sont décorés dans un style "scandimerican", c'est-à-dire mêlant la sensibilité scandinave moderne et classique avec des matériaux locaux new-yorkais.
Les architectes de l'immeuble sont l'agence d'architecture danoise Bjarke Ingels Group pour  la conception ("Design Architect") et dont c'est le premier immeuble de logements construit aux Etats-Unis et l'agence new-yorkaise Schuman, Lichtenstein, Claman & Efron (SLCE) qui est architecte associé. ("Associate Architect")
La façade de l'immeuble est en acier inoxydable et la structure en béton avec des murs rideaux.
Le promoteur ('développer') est la société new-yorkaise The Durst Organization Inc.
Pour sa forme pyramidale, très rare pour un gratte-ciel, l'immeuble a reçu l'Emporis Skyscraper Award 2016 récompensant le gratte-ciel le plus remarquable de l'année.